# Gerhard Dancker
Gerhard Dancker (* 27. August 1925 in Hamburg; † 28. April 2006 ebenda) war ein deutscher Bühnenbildner, Objektkünstler und Maler.

## Leben
Gerhard Dancker absolvierte eine Lehre als Lithograph, bevor er 1942 eingezogen wurde. Nach dem Krieg studierte er ab 1946 an der Landeskunstschule Hamburg. Ab 1948 betätigte er sich als Trickfilmzeichner, danach als freier Grafiker mit Entwürfen für Schaufenster und Messestände.
Ab 1960 arbeitete er als Theatermaler am Deutschen Schauspielhaus in Hamburg. 1965 wird er Atelierleiter an den Bühnen der Hansestadt Lübeck, 1968 Malersaal-Leiter am Deutschen Schauspielhaus in Hamburg.
Ab 1970 war Dancker freiberuflicher Künstler. 1972 wurde er Erster Vorsitzender des Vereins „Asinus“, der die gleichnamige Galerie in Hamburg, Bornstraße 3, betrieb. Dort fanden bis 1976 Ausstellungen zu überwiegend sozialkritischen Themen statt, u. a. mit Karikaturen von Ronald Searle, Friedrich Karl Waechter, Chlodwig Poth, Ernst Volland.
1977–1986 schuf Dancker nach öffentlichen Ausschreibungen begeh- und benutzbare Holzobjekte für Spielplätze und Höfe von Wohnanlagen.
Gerhard Dancker starb 2006 in Hamburg. 2010 übernahm das Forum für Nachlässe von Künstlerinnen und Künstlern e.V. den Kernbestand des Nachlasses.

## Werk
Aus seinem ausgeübten Beruf stammt die Vorliebe zur großen Form, einerseits wandteppich-großen Textilcollagen, andererseits Holzkonstruktionen, die begeh- und bespielbar waren und z. T. immer noch sind. So schuf er für eine Hamburger Schule in der Vizelinstraße im öffentlichen Auftrag eine Reihe von bunt bemalten, drehbaren Holzfiguren von bis zu 220 cm Höhe. Er „wollte mit diesen Figuren zugleich etwas künstlerisch durchaus Anspruchsvolles schaffen und die Kinder zum Spielen und Beschäftigen anregen“. Das Gerüst eines trojanischen Pferdes bot Klettermöglichkeiten in seinem Inneren. Städtischen Raum für viele bewohnbar zu gestalten war eines der ständigen Anliegen der Betreiber der Galerie Asinus.

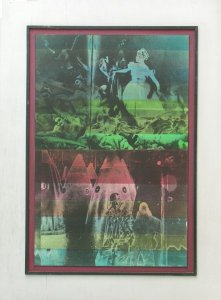
Gerhard Dancker: Fotocollage

Danckers zivilisationskritische Einstellung zeigt sich in den Fotocollagen der siebziger Jahre. Bedrückende Fotos der modernen Welt kontrastieren mit Reproduktionen historischer Kunstwerke. Elegante Renaissance-Figuren, barockes Pathos oder auch Gartenlauben-Kitsch verbinden sich mit den Schattenseiten der modernen Industrie, den Opfern totalitärer Staaten oder dem Elend der Dritten Welt.

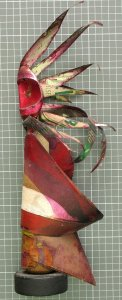
Gerhard Dancker:Fantasiefigur

Mit fragilen Kleinplastiken aus Karton mit diversen Applikationen schuf er einen humoristischen Kontrapunkt zu den kritischen Werken in schwierigen Zeiten.
Seine Bilder variieren abstrahierte Körper und Landschaften, in den 70er Jahren mit kräftigeren Farben und z. T. mit Materialzusätzen, in den 80er Jahren mit transparenteren Farben und kristallinen Formen.  In den 90er Jahren spiegelt Dancker in den Zeichnungen und Aquarellen die kargen und zerrissenen Küsten aus Vulkangestein, die er auf Lanzarote vorfand.

## Einzelausstellungen
(Auswahl)
- 1972 Galerie Asinus
- 1976 Hamburg-Haus Eimsbüttel
- 1985 Stadtbibliothek Paderborn
- 2002 Saselhaus Hamburg
- 2007 Franziskushaus in Schwarzenbek bei Hamburg

## Zitat
Zu seiner ersten Ausstellung in der Galerie Asinus 1972 schrieb Dancker: „Dies ist einerseits eine Auseinandersetzung mit der Form und somit den Ausdrucksmitteln unserer Zeit, andererseits in einem vertieften Sinne ein Anknüpfen an die Triebkräfte und geistig-schöpferischen Inhalte, die uralt sein mögen und doch auf verzweigte Weise auch in unserer heutigen Zeit wirksam bleiben. Meine Meinung: Hier sind Maßstäbe zu finden, die aufgrund ihrer Substanz und geistigen Spannung für unsere Gegenwart – sozusagen als Spiegel – notwendige Bestandteile einer immer erneuten Auseinandersetzung sein müssen.“